# 谢特亚瓜斯
谢特亚瓜斯，是西班牙巴伦西亚自治区巴伦西亚省的一个市镇。总面积111平方公里，总人口1126人（2001年），人口密度10人/平方公里。